# Workopolis
 (juillet 2015).
Workopolis est un site emploi créé le 26 janvier 2000 au Canada. Workopolis.com est né de l'alliance entre Globe Information Services, producteur du site globeandmail.com, et du Toronto Star Newspaper Limited, qui détient entre autres les sites Thestar.com et toronto.com.

## Histoire
À ses débuts, Workopolis regroupait les emplois offerts en ligne par globecareers.com (créé en 1998) ainsi que ceux du Toronto Star, du Kitchener-Waterloo Record et du Hamilton Spectator. Ces derniers sont tous trois du groupe Torstar qui a acheté 40 % de globecareers.com en octobre 1999. 
L’année suivante, le 24 juillet 2001, Bell Globemedia Interactive (filiale de Bell Globemedia inc. et également propriétaire de CTV Inc. et du Globe and Mail) et Gesca Ltée (filiale de Power Corporation du Canada et éditeur de journaux) annoncent leur intention de s'associer afin de commercialiser les produits et services de Workopolis auprès des recruteurs et des personnes à la recherche d'un emploi du Québec. Jusqu'ici, les utilisateurs francophones n'avaient que deux sites d'emplois généralistes à leur disposition. 
C’est ainsi qu’en septembre 2001, Workopolis publie sa version française. Celle-ci propose l'ensemble des outils et des fonctions qui font de workopolis.com le plus important site d'emplois en ligne au Canada. Malgré cette position de chef de file, Workopolis demeure en troisième position sur le marché des sites d'emplois au Québec - après le site du gouvernement du Québec (Emploi-Québec) et celui de l'empire Quebecor (Jobboom). Les personnes à la recherche d'un emploi au Québec peuvent retrouver sur workopolis.com les annonces publiées dans l'ensemble des journaux de Gesca, soit La Presse, Le Soleil, Le Nouvelliste, Le Droit, La Tribune, Le Quotidien et La Voix de l'Est, ainsi que les milliers d'autres annonces provenant des sources de Workopolis. 
En 2005, c’est au tour de BackCheck de s’associer à Workopolis pour offrir un service de tri et de suivi de candidatures.
Le 26 octobre 2006, Gesca et Torstar Corporation annoncent leur acquisition dans la participation de 40 % de Bell Globemedia Inc. dans Workopolis, portant ainsi leurs participations respectives à 50 %. Avant de réaliser cette transaction évaluée à 300 M$, Torstar (par l'entremise de sa filiale Toronto Star Newpapers Limited) et Bell Globemedia Inc. (par l'entremise de sa filiale The Globe and Mail) détenaient chacune une participation de 40 % dans Workopolis, tandis que Gesca détenait une participation de 20 %. En obtenant une participation égalitaire, Gesca permettra ainsi à la version française du site de prendre plus d'ampleur. Le fait que Gesca ait été minoritaire dans sa participation au site depuis longtemps, la perception de Workopolis auprès des employeurs et des chercheurs d'emploi québécois sera que le site soit davantage un de langue anglaise. Des campagnes de publicité réalisées et produites au Québec feront en sorte d'améliorer l'image de la marque sur le marché francophone. Puis, l'arrivée de Gabriel Bouchard, un francophone du Québec, à la présidence en 2008 forcera l'ensemble du personnel à concevoir systématiquement des produits et des communications dans les deux langues officielles du Canada. 
Puis, en janvier 2008, Workopolis diversifie son offre en faisant l’acquisition, au coût de 10 M$, des opérations nord-américaines du site Brainhunter, un regroupement de sites d’associations professionnelles et de publications corporatives.

## Workopolis en quelques chiffres
Workopolis compte en moyenne 40 000 offres d'emploi[source insuffisante], dont 25 % sont des offres d'emploi dans le domaine de la vente, 18 % dans le secteur des transports et de la logistique et 15 % dans le secteur de la finance[source insuffisante]. En janvier 2015, le site a une audience de près de 4 millions de visiteurs et de 25 millions de pages vues selon comScore[réf. nécessaire].